# Rødkærsbro
Rødkærsbro oder auch Rødkjærsbro (dt.: Rotsumpfbrücke) ist eine dänische Eisenbahnerstadt (dän.: stationsby) in Mitteljütland, 26 km nördlich von Silkeborg und 16 km südöstlich von Viborg. Die Stadt wurde mit dem Bahnanschluss im Jahr 1863 gegründet und gehört zur Kirchspielsgemeinde (dän.: Sogn) Vindum Sogn, bis 1970 die größte Gemeinde in der Harde Middelsom Herred im damaligen Viborg Amt; danach gehörte die Gemeinde zur Bjerringbro Kommune im „neuen“ Viborg Amt, die im Zuge der Kommunalreform zum 1. Januar 2007 in der  Viborg Kommune in der Region Midtjylland aufgegangen ist.
Die Hauptverkehrsstraße Primærrute 26 verlief zeitweilig durch die Stadt und machte einen scharfen Bogen von ca. 45°, wo sich Århusvej und Søndergade treffen. Nach schweren Unfällen an dieser Stelle baute man 1998 eine 10 km lange Ortsumgehung (dän.: Rødkærsbro Omfartsvej) als reine Autostraße mit einer 2+1-Spur, um den Durchgangsverkehr aus der Stadt zu halten.
Südlich der Stadt fließt die Vindelsbæk, die in die Tange Å (dt.: Tange Au) mündet. Drei Kilometer nördlich von Rødkærsbro befindet sich das Brandstrup Moor (Brandstrup Mose), das 1984 unter Naturschutz gestellt wurde. Der Herrensitz Palstrup liegt drei Kilometer südlich der Stadt.

## Geschichte

### Gemeinde und Kirchen

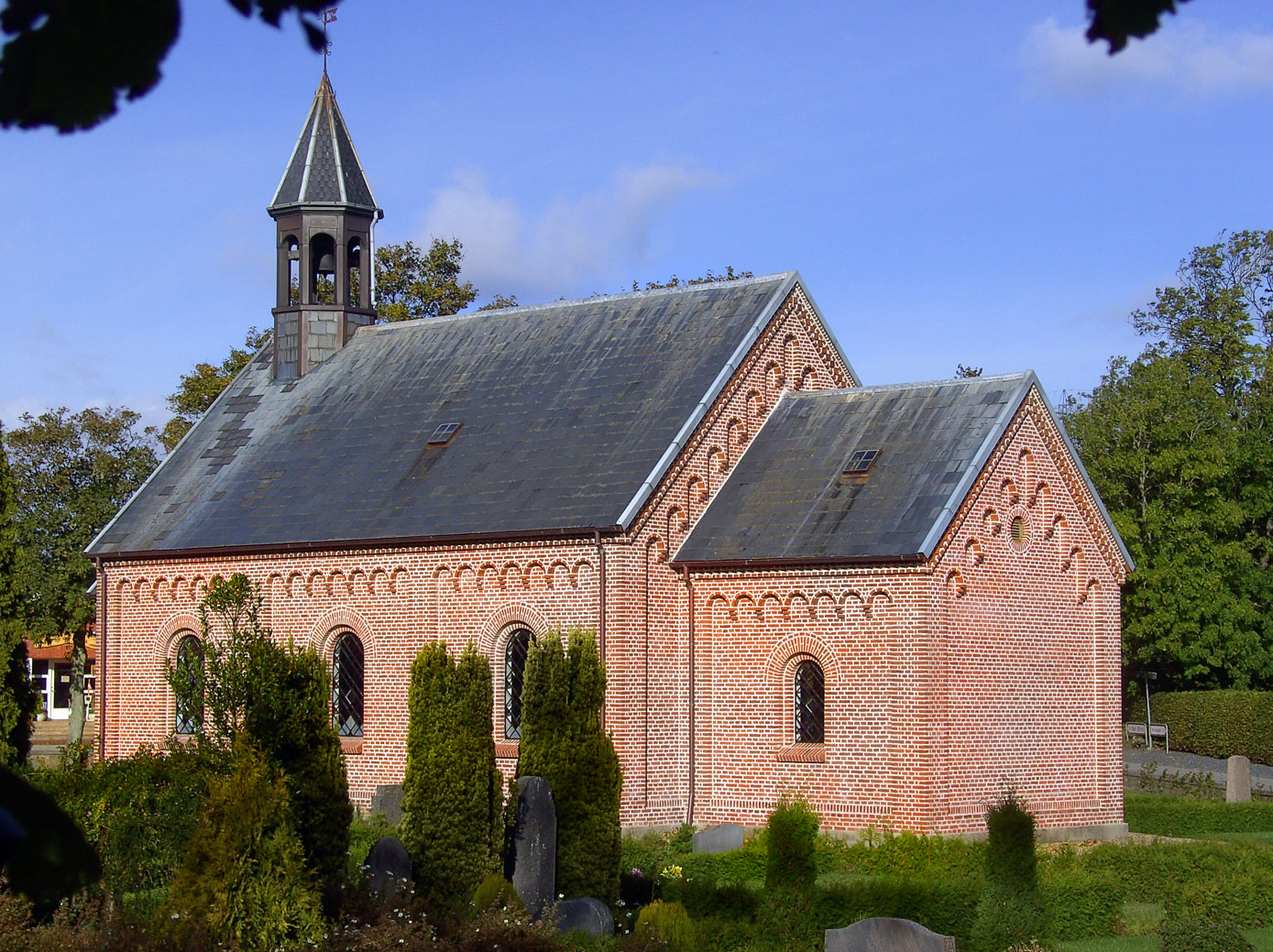
Kirche Brandstrup

Vindum Sogn umfasste mit seinem westlichen Teil auch den späteren Kirkedistrikt Brandstrup (auch Faldborg Sogn genannt), wo die Kirche 1655 abgerissen wurde. Westlich der Stadt liegt der Gedenkstein für die abgerissene Faldborg Kirke.
Die Kirche von Vindum (Vindum Kirke) liegt bei Vindum Overgård, einem Gutshof 6 km nordöstlich von Rødkærsbro. Am westlichen Ende der Gemeinde wurde 1869–1870 die Kirche Brandstrup (Brandstrup Kirke) nur einen Kilometer nördlich der neuen Stadt errichtet. Der Teil der Stadt, der in der Umgebung der Meierei südlich nach Vindelsbæk liegt gehört zur Gemeinde Elsborg (Elsborg Sogn). Die Kirche Elsborg (Elsborg Kirke) liegt drei Kilometer südwest von Rødkærsbro.

### Eisenbahn
Jütlands zweitälteste Eisenbahnstrecke Langå-Viborg Jernbane wurde am 21. Juli 1863 eingeweiht und bekam eine Bahnstation in Rødkærsbro, denn südlich der Station gab es eine Brücke über ein tiefer gelegenes sumpfiges Gelände, deshalb kam man auf den Namen Rødkær (Rotsumpf), da der Ort umgeben war von einem rötlichen Bewuchs.
Im Jahr 1911 wurde das heutige Bahnhofsgebäude in der Bahnhofstraße 7 (Jernbanegade) errichtet, denn Rødkærsbro sollte zum Bahnknotenpunkt werden mit der Eröffnung der Bahnstrecke von Rødkjærsbro nach Kjellerup im Jahr 1912. Diese Rødkjærsbro-Kjellerup Bahn (Rødkjærsbro-Kjellerup Banen) wurde als Privatbahn betrieben und 1924 nach Silkeborg verlängert. Der Name wurde in Silkeborg-Kjellerup-Rødkjærsbro Eisenbahn (Silkeborg–Kjellerup–Rødkærsbro Jernbane) geändert. 1968 wurde die Strecke stillgelegt.

## Unternehmen

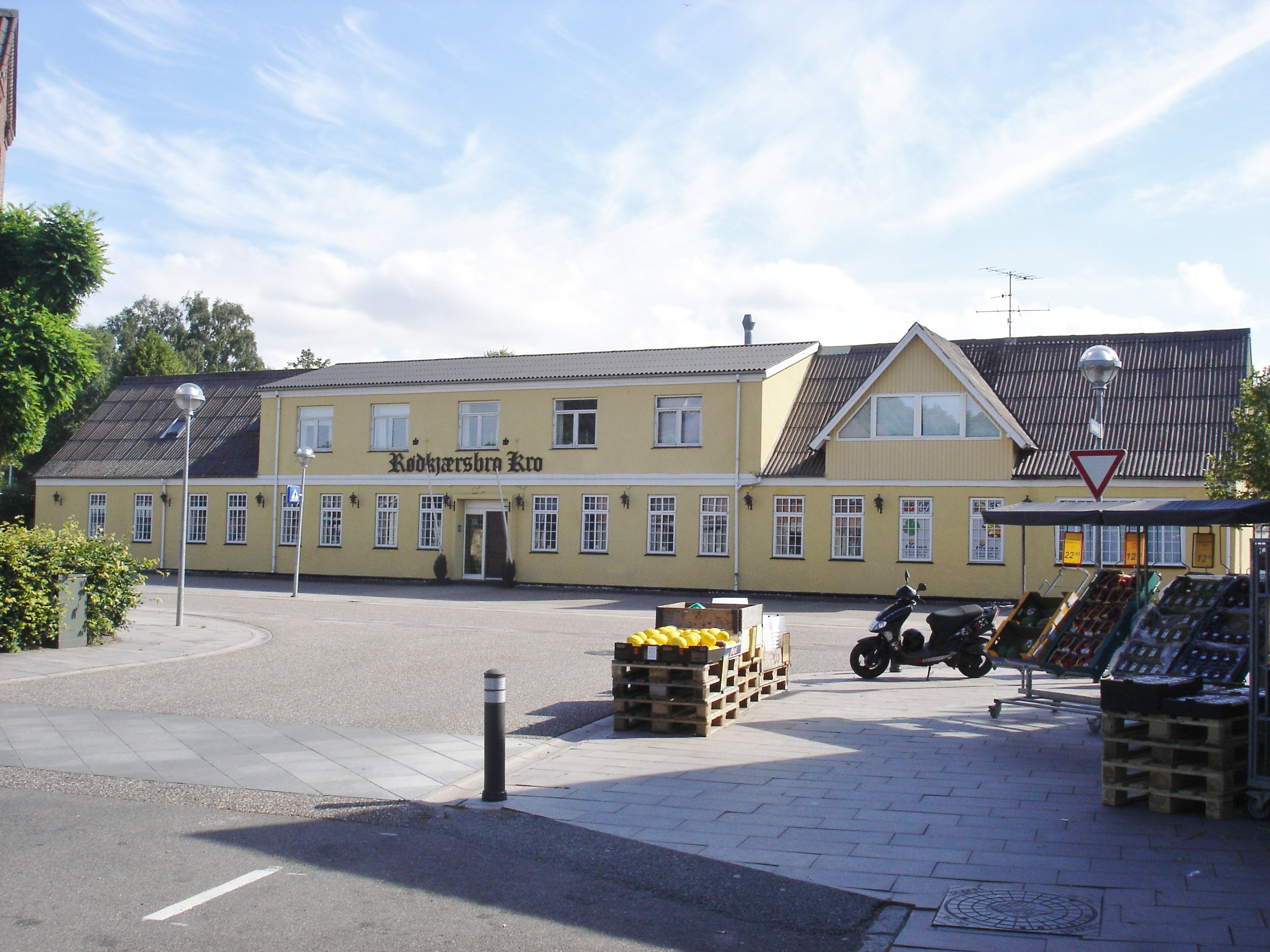
Rødkjærsbro Kro

- Rødkjærsbro Kro wurde im Jahr 1864 errichtet. Es war das erste Gebäude neben dem Bahnhof und damit der älteste gastronomische Betrieb im Ort.[6]

- Arla Foods hat eine große Meierei in Rødkærsbro, die Käse produziert.